# أدريان يونسكو (لاعب كرة قدم)
أدريان يونسكو (بالرومانية: Adrian Ionescu)‏ هو لاعب كرة قدم روماني، ولد في 17 مايو 1958 في بوخارست في رومانيا. لعب مع ستيوا بوخارست.